# Kucseng
A kucseng (古箏, guzheng) (ku (gǔ): ’régi’, a hangszer neve röviden cseng (zhēng)) kínai húros, pengetős hangszer, citeraféle. Hagyományosan 16–21 selyemhúrral van felszerelve. Jellemzője, hogy a húrokat külön-külön mozgatható húrlábak osztják kétfelé.
A kucseng (guzheng)hez hasonló felépítésű, vele rokon hangszerek a japán koto, a mongol yatga, a vietnámi đàn tranh. A kucseng (guzheng)től eltérő kínai citeraféleség a kucsin (guqin).

## Leírása
A kucseng (guzheng) fából készült citeraféle. Elnyújtott téglalap formát mutató körvonala van, tetőlapja legtöbbször keresztirányban, néha hosszirányban is enyhén ívelt. A hangszer hosszában kifeszített 16–21 selyemhúr mindegyike egy-egy fordított V formájú, elcsúsztatható kis húrlábbal van alátámasztva. Az alátámasztások a húrt két részre osztják úgy, hogy a magasabb hangokhoz tartozó húrok megpengetett, rezgő húrhosszúsága kisebb, a mélyeké nagyobb legyen.

## Használata
A hangszert vízszintes helyzetben használják állványra helyezve, vagy úgy, hogy a zenész a földön ül, a zeneszerszám jobb oldali részét ölbe veszi, miközben a bal oldali végét a földre helyezi. A húroknak a – zenész felől nézve – jobb oldali szakaszát a jobb kéz ujjaival pengeti, a bal kéz a húrlábak által megosztott húrok bal oldali szakaszának lenyomásával a húrokat megnyújthatja, ezzel a megpendített húrok hangmagasságát módosíthatja, glisszandókat, vibratókat alkalmazhat, gazdagítva a hangzást. A zenészhez közelebb a magas hangok, távolabb a mélyek vannak. A húrok hangolása pentatonikus, 16 húr esetén három, 21 húr esetén négy teljes oktávot fog át.

## Története
A kucseng (guzheng) és a hozzá hasonló többi keleti citeraféle közös ősének a sze (se) nevű, mára csaknem feledésbe merült hangszert tekintik. A sze (se) húrjainak száma változó volt, de jellemzően 25, három csoportra osztva: 9 + 7 + 9 darab, mozgatható húrlábra állított húrja volt. Legrégebbi példányai a Kr. e. 5. századból ismertek, a kucseng (guzheng) első nyomai is ekkortól bukkannak fel. 
A kucseng (guzheng)nek kezdetben 13, később 16, 18 húrja volt, manapság legtöbbször 21, vagy még több. Története során kedvelt zenekari hangszer volt, az udvari együttesekben, operákban, a népzenében is szerepet kapott, népszerűsége ma is tart. A 19. század közepétől szólóhangszerként is használják, húrjainak száma 1961-től egészült ki 21-re. Az 1980-as évek óta jelentős kortárs repertoárral is rendelkezik, az avantgárd zenében, a dzsesszben, sőt még egyes mandopop dalokban is megszólal.

## Külső hivatkozások
- Játéktechnikai táblázatok a kucseng (guzheng)hez